# 黒沢定幸
黒沢 定幸（くろさわ さだゆき）は江戸時代前期の旗本。江戸幕府馬預。著書に『相驥鑑』『驪黄物色図説』。

## 経歴
大和国に諏訪部定吉の次男として生まれた。初名は長六郎。幼くして黒沢重久の養子となり、杢助（木工助）を襲名した。慶長20年（1615年）徳川家康に御目見し、大坂夏の陣に松平正綱組として参戦した。元和2年（1616年）徳川秀忠に御目見して大番に任じられ、元和9年（1623年）徳川家光に代替り後も引き続き大番を務めた。後に養父の跡を継いだ。
なお『参考諸家系図』によれば、幼くして父重久と死別し、天正19年（1591年）叔父黒沢外記常定により蒲生氏郷に託され、氏郷の推挙で家康に仕えたとされるが、養父重久は同年から家康に仕えて元和4年（1618年）まで存命であり、史実とは異なる。
実家諏訪部家から八条流馬術を継承し、林羅山に書を学んだ。寛永2年（1625年）諸士の甲冑・馬の台覧が行われた際、軍備が整っているとして上野国緑野郡内100石を加増され、計290石余、現米40石となった。寛永4年（1627年）馬預を命じられた。寛永9年（1632年）秀忠の死去により金60両を拝領した。
寛永中期に馬買衆制度が確立すると、頻繁に陸奥国・出羽国に赴いて馬を買い付け、また武蔵国府中にも通った。寛永10年（1633年）家来与村弘忠と陸奥国、寛永11年（1634年）5月弘忠と京都へ旅行した。寛永15年（1638年）8月知行地武蔵国小林村で争論があり、8月弘忠を派遣して仲裁させた。寛永16年（1639年）弘忠と陸奥国外ヶ浜・出羽国へ旅行した。盛岡藩『雑書』に記録が残る寛永19年（1642年）以降、寛文6年（1666年）まで計14回馬買衆として盛岡に赴き、盛岡藩に馬術家の斡旋も行った。
寛文11年（1671年）3月1日病没し、市ヶ谷長延寺に葬られた。法名は瑞川院祥山秀峯。

## 著書
『相驥鑑』
寛永16年（1639年）自題、同年6月林羅山序、寛永18年（1641年）7月尾張藩儒堀杏庵跋。漢籍から馬の鑑定・飼育・療養法をまとめたもの。寛永20年（1643年）弘忠により『補註相驥鑑』として注釈された。
「驪黄物色」「驪黄物色図」「驪黄物色図説」「漢名百馬」
正保4年（1647年）江戸で制作した。実兄諏訪部定矩著とも。幕府厩舎の牛馬112疋につき、和漢の分類名、旋毛の位置、吉凶を記す。林羅山題、御用絵師狩野尚信画。狩野山雪筆「馬毛同異図」との関連が指摘される。各地に所蔵される写本は十和田市馬事公苑称徳館本系と岩瀬文庫本に大別され、模本も狩野常信写「馬師皇巻」（東京藝術大学所蔵）、関根雲停写「百馬及牛毛物弁定図巻」（立花家史料館所蔵）等多岐に渡る。
「百馬図名」
馬を好んだ徳川家光の命により、馬の漢名90を列記し、林羅山による和訓を付したもの。「驪黄物色」との関連が指摘される。

## 親族
- 実父：諏訪部定吉 - 幕臣。
- 実兄：諏訪部定矩 - 幕府馬預。
- 実弟：山上文七郎定正[18]
- 実弟：諏訪部郷左衛門定之[18]
- 実弟：諏訪部源太郎定久[18]
- 実弟：諏訪部成定 - 幕府馬預。
- 養父：黒沢重久 - 幕臣。
- 妻：くに – 黒沢重久娘[4]。
- 義弟：黒沢九郎兵衛親安 – 寛永年間盛岡藩に出仕し、延宝8年（1680年）?月14日没[24]。
- 養弟：黒沢石斎 – 松江藩儒。
- 長男：黒沢主馬重治 - 寛永15年（1638年）1月15日大番[5]、慶安2年（1649年）8月29日没[9]。
- 次男：黒沢伝兵衛定転 - 慶安2年（1649年）2月28日盛岡藩に出仕し[24]、花巻城代[4]、貞享2年（1685年）6月20日没[24]。
- 三男：黒沢次郎兵衛定伯[24] - 寛文3年（1663年）11月19日大番、寛文11年（1671年）7月8日馬方[5]、寛文13年（1673年）4月18日没[25]。
- 養女 – 稲富喜大夫娘、相馬小次郎要胤妻[5]。宝永元年（1704年）8月13日68歳で没[9]。
- 女子 – 葉山文左衛門公綱妻[5]。元禄5年（1692年）9月1日没[9]。
- 養女 – 御馬医葉山文左衛門娘、大番加藤権九郎正貞妻[9]。

## 著書リンク
- 驪黄物色図説. 乾,坤巻 - 早稲田大学図書館古典籍総合データベース
- 『驪黄物色図説』(所蔵:丹波篠山市青山歴史村所蔵) - 新日本古典籍総合データベース
- 驪黄物色図説 - 国立公文書館デジタルアーカイブ
- 相驥鑑 - 国立公文書館デジタルアーカイブ